# FM802 INFORMATION
『FM802 INFORMATION』（エフエム・エイト・オー・ツー インフォメーション）とは、FM802におけるニュースや天気予報などの生活情報コーナーの総称である。

## 概要
番組の合間、もしくは番組と番組との間に入れられる。ただしタイムテーブル上で書かれているだけで、放送上において"INFORMATION"という名称が表に出ることはない。
2024年6月30日までは、セイ・タレントプロダクション所属のフリーアナウンサー（FM802の定時番組でレギュラーを持たず公式サイトのDJインデックスの記載もない）が長年担当しており、FM802主催のライブ・イベントの告知CMなどのナレーターも兼務していた。しかし、翌7月1日からはセイ枠を週末のみに縮小し、月曜日から木曜日はFM802のDJ（当該時間帯の番組DJとは異なる）が担当している。2025年4月1日からはオフィスキイワード所属のフリーアナウンサーが月曜日から木曜日の一部を担当、FM802のDJが担当するのは月・火曜日の午後と水・木曜日の午前のみとなった。
INFORMATION自体に提供がつく場合（直後に企業CMが入る）はサウンドロゴの後に「（各INFORMATION名） by（企業名）」のアナウンス（男声）が入る。なお、2013年3月までは『HIRO T'S MORNING JAM』内では番組DJのヒロ寺平の声が入っていた。
現在のサウンドロゴは2014年6月1日から使用。開局25周年を機に、10年ぶりに変更した。以前は1999年4月に変わったサウンドロゴの一部をリアレンジしたものを使用していた。
2000年代の一時期、『Saturday Amusic Islands Morning Edition』や『JOY SQU-AIR』など一部の番組内において、INFORMATIONの前後に、DJと担当アナウンサーとのクロストークが行われていた。

## INFORMATIONの概要

### 現在
Headline News
ニュース。「FM802 Headline News」のサウンドロゴで開始。月曜 - 木曜：6回、金曜：7回、土曜：8回、日曜：6回。
Weather Information
気象情報。「FM802 Weather Information」のサウンドロゴで開始。月曜 - 木曜：8回、金曜：9回、土曜：7回、日曜：6回。土日の6時台1回目のみ番組DJが伝えている。なお、毎年12月中旬からクリスマスまで（2018年は12月1日からクリスマスまで）は、BGMが「サンタが街にやってくる」のインストバージョンになる。
Traffic Information
交通情報。「FM802 Traffic Information」のサウンドロゴで開始。JARTICの担当者による（土日の朝6時台のみアナウンサー）。終了時は「次のTraffic Informationは●時●●分ごろお知らせします」（平日の7・8時台および16・17時台のみ）とコメントする。月曜 - 木曜：15回、金曜：14回、土曜：14回、日曜：10回。
Time Signal
時報。スポンサーがつく場合、正時前に企業のCMが入り「FM802, the time is （時刻）by （企業名）」のアナウンス（男声）の後、時報が入る。スポンサーがない場合は企業名のアナウンスは入らない。また、深夜帯や一部の時間には時報音自体が流れない。2019年1月1日からアナウンスの声が女性から男性に変更され、時報音も変更された。
Funky Snow Paradise
冬期のみ放送。「FUNKY SNOW PARADISE BY JSBC SNOWTOWN」のサウンドロゴで開始。ウインタースポーツの話題、各地（滋賀・福井・岐阜・長野）ゲレンデの積雪量や、お得な情報を伝える他にFM802おすすめのスキー場を紹介する。日によってリフト券のプレゼントもある。こちらはアナウンサーではなく、各番組のDJが伝えている。金曜：1回、土曜：1回。

### 2010年9月 - 2022年3月
Shopping
以下の3コーナーを放送。
- はぴねすくらぶ RADIO CART（以下、CART。提供：はぴねすくらぶ）
- RADIO SHOPPER'S NAVI（以下、NAVI。提供：日本直販）2018年3月30日で終了。
- 快適生活 SHOP STATION（以下、STATION。提供：快適生活）

CARTとNAVIは各番組DJがショッピングキャスターと掛け合いをする生コーナー。STATIONは、久米村直子ら他局DJが出演する録音コーナー。

### - 2014年12月
Sports Information
スポーツ情報。「FM802 Sports Information」のサウンドロゴで開始。月曜 - 木曜：1回、土曜：1回、日曜：2回放送されていた。2014年12月31日をもって、Headline Newsに統合。

### 1999年4月 - 2014年5月
Headline News
ニュース。「ジャン」の音→「FM802 NEWS」のサウンドロゴで開始。
19:00以降の一部は最後に気象情報も伝える。月曜 - 木曜：10回、金曜：10回、土曜：9回、日曜：8回。
Weather Information
気象情報。「FM802 WEATHER」のサウンドロゴで開始。天気がいい時と悪い時でBGMが違う。月曜 - 木曜：10回、金曜：9回、土曜：7回、日曜：7回。
Traffic Information
交通情報。「FM802 TRAFFIC」のサウンドロゴで開始。JARTICの担当者（朝6時台のみアナウンサー）による。終了時は「現在の時刻は●時●●分です。次のTraffic Informationは●時●●分ごろお知らせします」（平日の13 - 16時台）とコメントする。月曜 - 木曜：18（17）回、金曜：17（16）回、土曜：14（13）回、日曜：10回。
Funky Sports Information
スポーツ情報。「FM802 SPORTS」のサウンドロゴで始まる。月曜 - 木曜：1回、金曜：1回、土曜：2回、日曜：2回。
Funky Snow Paradise
冬期のみ放送。スキー場の積雪情報を伝える。こちらはアナウンサーではなく、各番組のDJが伝えている。金曜：1回、土曜：1回。
Time Signal
時報。正時前に企業のCMが入り「At  tone, the time is （時刻）from （企業名）」（正午は「Japan Standard Time, Twelve Noon from （企業名）」、午前0時は「Japan Standard Time, Twelve Midnight from （企業名）」）のアナウンス（男声）の後、時報が入る。スポンサーがない場合は企業名のアナウンスは入らない。また、深夜帯や一部の時間には時報音自体が流れない。なお、2002年までは正時前に企業のCMが入っても、企業名のアナウンスは入っていなかった。

## 放送時間
- 放送時間は目安。「FM802 HOLIDAY SPECIAL」の時には、放送時間の変更がある。
- いずれも2025年4月1日時点、公式サイトのタイムテーブル[1]に基づく。
- ●は『FM802 & FM COCOLO DUAL MUSIC PROGRAM』として、FM802とFM COCOLOの両局にて同時放送。
- ☆は番組終了後に放送される。

| 時                        | 月曜日 - 木曜日 | 金曜日 |
| 5                         | DAYBREAK● - Time Signal：5:00 | DAYBREAK● - Time Signal：5:00 |
| 6                         | on-air with TACTY IN THE MORNING - Headline News：6:55、7:50、8:55 - Weather：6:57、8:45、9:57 - Traffic：6:30、7:18、8:13、8:57、9:21、10:57☆ - Time Signal：6:00、7:00、8:00、9:00、10:00 | BRIGHT MORNING - Headline News：6:55、7:50、8:55、11:55☆ - Weather：6:57、8:31、10:31 - Traffic：6:27、7:18、8:13、8:57、9:17、10:48、11:57☆ - Time Signal：6:00、7:00、8:00、9:00、10:00、11:00                           |
| 7                         | on-air with TACTY IN THE MORNING - Headline News：6:55、7:50、8:55 - Weather：6:57、8:45、9:57 - Traffic：6:30、7:18、8:13、8:57、9:21、10:57☆ - Time Signal：6:00、7:00、8:00、9:00、10:00 | BRIGHT MORNING - Headline News：6:55、7:50、8:55、11:55☆ - Weather：6:57、8:31、10:31 - Traffic：6:27、7:18、8:13、8:57、9:17、10:48、11:57☆ - Time Signal：6:00、7:00、8:00、9:00、10:00、11:00                           |
| 8                         | on-air with TACTY IN THE MORNING - Headline News：6:55、7:50、8:55 - Weather：6:57、8:45、9:57 - Traffic：6:30、7:18、8:13、8:57、9:21、10:57☆ - Time Signal：6:00、7:00、8:00、9:00、10:00 | BRIGHT MORNING - Headline News：6:55、7:50、8:55、11:55☆ - Weather：6:57、8:31、10:31 - Traffic：6:27、7:18、8:13、8:57、9:17、10:48、11:57☆ - Time Signal：6:00、7:00、8:00、9:00、10:00、11:00                           |
| 9                         | on-air with TACTY IN THE MORNING - Headline News：6:55、7:50、8:55 - Weather：6:57、8:45、9:57 - Traffic：6:30、7:18、8:13、8:57、9:21、10:57☆ - Time Signal：6:00、7:00、8:00、9:00、10:00 | BRIGHT MORNING - Headline News：6:55、7:50、8:55、11:55☆ - Weather：6:57、8:31、10:31 - Traffic：6:27、7:18、8:13、8:57、9:17、10:48、11:57☆ - Time Signal：6:00、7:00、8:00、9:00、10:00、11:00                           |
| 10                        | on-air with TACTY IN THE MORNING - Headline News：6:55、7:50、8:55 - Weather：6:57、8:45、9:57 - Traffic：6:30、7:18、8:13、8:57、9:21、10:57☆ - Time Signal：6:00、7:00、8:00、9:00、10:00 | BRIGHT MORNING - Headline News：6:55、7:50、8:55、11:55☆ - Weather：6:57、8:31、10:31 - Traffic：6:27、7:18、8:13、8:57、9:17、10:48、11:57☆ - Time Signal：6:00、7:00、8:00、9:00、10:00、11:00                           |
| 11                        | UPBEAT! - Headline News：11:45、13:56☆ - Weather：11:47、12:41 - Traffic：11:23、12:57、13:16 - Time Signal：11:00、12:00、13:00                                                            | BRIGHT MORNING - Headline News：6:55、7:50、8:55、11:55☆ - Weather：6:57、8:31、10:31 - Traffic：6:27、7:18、8:13、8:57、9:17、10:48、11:57☆ - Time Signal：6:00、7:00、8:00、9:00、10:00、11:00                           |
| 12                        | UPBEAT! - Headline News：11:45、13:56☆ - Weather：11:47、12:41 - Traffic：11:23、12:57、13:16 - Time Signal：11:00、12:00、13:00                                                            | FRIDAY Cruisin' Map!! - Headline News：13:55、15:55 - Weather：13:57、14:57、15:57、17:57☆ - Traffic：12:32、13:18、14:55、15:40、16:42、17:55☆ - Snow：15:45（冬季のみ） - Time Signal：12:00、13:00、14:00、15:00、17:00 |
| 13                        | UPBEAT! - Headline News：11:45、13:56☆ - Weather：11:47、12:41 - Traffic：11:23、12:57、13:16 - Time Signal：11:00、12:00、13:00                                                            | FRIDAY Cruisin' Map!! - Headline News：13:55、15:55 - Weather：13:57、14:57、15:57、17:57☆ - Traffic：12:32、13:18、14:55、15:40、16:42、17:55☆ - Snow：15:45（冬季のみ） - Time Signal：12:00、13:00、14:00、15:00、17:00 |
| 14                        | THE NAKAJIMA HIROTO SHOW 802 RADIO MASTERS - Headline News：14:55 - Weather：14:57、15:57、17:48☆ - Traffic：14:13、15:40、16:40、17:50☆ - Time Signal：14:00、15:00、16:00、17:00          | FRIDAY Cruisin' Map!! - Headline News：13:55、15:55 - Weather：13:57、14:57、15:57、17:57☆ - Traffic：12:32、13:18、14:55、15:40、16:42、17:55☆ - Snow：15:45（冬季のみ） - Time Signal：12:00、13:00、14:00、15:00、17:00 |
| 15                        | THE NAKAJIMA HIROTO SHOW 802 RADIO MASTERS - Headline News：14:55 - Weather：14:57、15:57、17:48☆ - Traffic：14:13、15:40、16:40、17:50☆ - Time Signal：14:00、15:00、16:00、17:00          | FRIDAY Cruisin' Map!! - Headline News：13:55、15:55 - Weather：13:57、14:57、15:57、17:57☆ - Traffic：12:32、13:18、14:55、15:40、16:42、17:55☆ - Snow：15:45（冬季のみ） - Time Signal：12:00、13:00、14:00、15:00、17:00 |
| 16                        | THE NAKAJIMA HIROTO SHOW 802 RADIO MASTERS - Headline News：14:55 - Weather：14:57、15:57、17:48☆ - Traffic：14:13、15:40、16:40、17:50☆ - Time Signal：14:00、15:00、16:00、17:00          | FRIDAY Cruisin' Map!! - Headline News：13:55、15:55 - Weather：13:57、14:57、15:57、17:57☆ - Traffic：12:32、13:18、14:55、15:40、16:42、17:55☆ - Snow：15:45（冬季のみ） - Time Signal：12:00、13:00、14:00、15:00、17:00 |
| 17                        | 17:51 アコム Somethin'New | FRIDAY Cruisin' Map!! - Headline News：13:55、15:55 - Weather：13:57、14:57、15:57、17:57☆ - Traffic：12:32、13:18、14:55、15:40、16:42、17:55☆ - Snow：15:45（冬季のみ） - Time Signal：12:00、13:00、14:00、15:00、17:00 |
| 18                        | EVENING TAP - Traffic：18:40、19:15 - Time Signal：18:00、19:00 | RADIO ANTHEMS● - Headline News：18:55 - Weather：18:57 - Traffic：18:16 - Time Signal：18:00、19:00 |
| 19                        | EVENING TAP - Traffic：18:40、19:15 - Time Signal：18:00、19:00 | RADIO ANTHEMS● - Headline News：18:55 - Weather：18:57 - Traffic：18:16 - Time Signal：18:00、19:00 |
| 20                        | EVENING TAP - Traffic：18:40、19:15 - Time Signal：18:00、19:00 | DESIGN YOUR FANTASTIC FUTURE |
| 21                        | ROCK KIDS 802 -OCHIKEN Goes ON!!- - Time Signal：21:00 | ROCK KIDS 802 -Lisa Lit Friday- - Time Signal：21:00 |
| 22                        | ROCK KIDS 802 -OCHIKEN Goes ON!!- - Time Signal：21:00 | ROCK KIDS 802 -Lisa Lit Friday- - Time Signal：21:00 |
| 23                        | ROCK KIDS 802 -OCHIKEN Goes ON!!- - Time Signal：21:00 | ROCK KIDS 802 -Lisa Lit Friday- - Time Signal：21:00 |
| 23:48 MUSIC Play-STANDARD | | |
| 24                        | 月曜日 MIDNIGHT GARAGE 火曜日 FLEEKLOUNGE 水曜日 THE OVERSEAS 木曜日 RADIO∞INFINITY - Time Signal：24:00                                                                                    | ROCK ON● - Time Signal：24:00 |
| 25                        | 月曜日 MIDNIGHT GARAGE 火曜日 FLEEKLOUNGE 水曜日 THE OVERSEAS 木曜日 RADIO∞INFINITY - Time Signal：24:00                                                                                    | ROCK ON● - Time Signal：24:00 |
| 26                        | 月曜日 MIDNIGHT GARAGE 火曜日 FLEEKLOUNGE 水曜日 THE OVERSEAS 木曜日 RADIO∞INFINITY - Time Signal：24:00                                                                                    | ROCK ON● - Time Signal：24:00 |
| 27                        | 月 - 木曜日 RADIO CONTINUOUS | RIVERSIDE IN YOUR HEART |
| 28                        | 月 - 木曜日 RADIO CONTINUOUS | RIVERSIDE IN YOUR HEART |

| 時 | 土曜日 | 日曜日 |
| 5  | WEEKEND PLUS● - Headline News：6:40 - Weather：6:16、6:57☆ - Traffic：6:42 - Time Signal：5:00、6:00 | WEEKEND PLUS● - Headline News：6:40 - Weather：6:16、6:57☆ - Traffic：6:42 - Time Signal：5:00、6:00                                                                             |
| 6  | WEEKEND PLUS● - Headline News：6:40 - Weather：6:16、6:57☆ - Traffic：6:42 - Time Signal：5:00、6:00 | WEEKEND PLUS● - Headline News：6:40 - Weather：6:16、6:57☆ - Traffic：6:42 - Time Signal：5:00、6:00                                                                             |
| 7  | Saturday Amusic Islands Morning Edition - Headline News：7:57、8:57、10:57 - Weather：7:40、9:55 - Traffic：7:18、7:55、8:55、9:20、9:57、10:55、11:45 - Time Signal：7:00、8:00、10:00                                           | SUPERFINE SUNDAY - Headline News：7:55、8:55、9:37、11:55☆ - Weather：7:57、8:57、11:57☆ - Traffic：7:45、8:45、9:39、10:42、11:40 - Time Signal：7:00、8:00、9:00、10:00、11:00 |
| 8  | Saturday Amusic Islands Morning Edition - Headline News：7:57、8:57、10:57 - Weather：7:40、9:55 - Traffic：7:18、7:55、8:55、9:20、9:57、10:55、11:45 - Time Signal：7:00、8:00、10:00                                           | SUPERFINE SUNDAY - Headline News：7:55、8:55、9:37、11:55☆ - Weather：7:57、8:57、11:57☆ - Traffic：7:45、8:45、9:39、10:42、11:40 - Time Signal：7:00、8:00、9:00、10:00、11:00 |
| 9  | Saturday Amusic Islands Morning Edition - Headline News：7:57、8:57、10:57 - Weather：7:40、9:55 - Traffic：7:18、7:55、8:55、9:20、9:57、10:55、11:45 - Time Signal：7:00、8:00、10:00                                           | SUPERFINE SUNDAY - Headline News：7:55、8:55、9:37、11:55☆ - Weather：7:57、8:57、11:57☆ - Traffic：7:45、8:45、9:39、10:42、11:40 - Time Signal：7:00、8:00、9:00、10:00、11:00 |
| 10 | Saturday Amusic Islands Morning Edition - Headline News：7:57、8:57、10:57 - Weather：7:40、9:55 - Traffic：7:18、7:55、8:55、9:20、9:57、10:55、11:45 - Time Signal：7:00、8:00、10:00                                           | SUPERFINE SUNDAY - Headline News：7:55、8:55、9:37、11:55☆ - Weather：7:57、8:57、11:57☆ - Traffic：7:45、8:45、9:39、10:42、11:40 - Time Signal：7:00、8:00、9:00、10:00、11:00 |
| 11 | Saturday Amusic Islands Morning Edition - Headline News：7:57、8:57、10:57 - Weather：7:40、9:55 - Traffic：7:18、7:55、8:55、9:20、9:57、10:55、11:45 - Time Signal：7:00、8:00、10:00                                           | SUPERFINE SUNDAY - Headline News：7:55、8:55、9:37、11:55☆ - Weather：7:57、8:57、11:57☆ - Traffic：7:45、8:45、9:39、10:42、11:40 - Time Signal：7:00、8:00、9:00、10:00、11:00 |
| 12 | Saturday Amusic Islands Afternoon Edition - Headline News：12:56、14:55、17:55☆ - Weather：12:40、14:57、17:57☆ - Traffic：12:16、15:45、16:45、17:54☆ - Snow：15:48（冬季のみ） - Time Signal：12:00、13:00、15:00、16:00、17:00 | OSAKAN HOT 100 - Time Signal：12:00 |
| 13 | Saturday Amusic Islands Afternoon Edition - Headline News：12:56、14:55、17:55☆ - Weather：12:40、14:57、17:57☆ - Traffic：12:16、15:45、16:45、17:54☆ - Snow：15:48（冬季のみ） - Time Signal：12:00、13:00、15:00、16:00、17:00 | OSAKAN HOT 100 - Time Signal：12:00 |
| 14 | Saturday Amusic Islands Afternoon Edition - Headline News：12:56、14:55、17:55☆ - Weather：12:40、14:57、17:57☆ - Traffic：12:16、15:45、16:45、17:54☆ - Snow：15:48（冬季のみ） - Time Signal：12:00、13:00、15:00、16:00、17:00 | OSAKAN HOT 100 - Time Signal：12:00 |
| 15 | Saturday Amusic Islands Afternoon Edition - Headline News：12:56、14:55、17:55☆ - Weather：12:40、14:57、17:57☆ - Traffic：12:16、15:45、16:45、17:54☆ - Snow：15:48（冬季のみ） - Time Signal：12:00、13:00、15:00、16:00、17:00 | Chillin' Sunday - Headline News：15:55 - Weather：16:55 - Traffic：15:57、16:57、17:57☆ - Time Signal：15:00                                                                     |
| 16 | Saturday Amusic Islands Afternoon Edition - Headline News：12:56、14:55、17:55☆ - Weather：12:40、14:57、17:57☆ - Traffic：12:16、15:45、16:45、17:54☆ - Snow：15:48（冬季のみ） - Time Signal：12:00、13:00、15:00、16:00、17:00 | Chillin' Sunday - Headline News：15:55 - Weather：16:55 - Traffic：15:57、16:57、17:57☆ - Time Signal：15:00                                                                     |
| 17 | Saturday Amusic Islands Afternoon Edition - Headline News：12:56、14:55、17:55☆ - Weather：12:40、14:57、17:57☆ - Traffic：12:16、15:45、16:45、17:54☆ - Snow：15:48（冬季のみ） - Time Signal：12:00、13:00、15:00、16:00、17:00 | Chillin' Sunday - Headline News：15:55 - Weather：16:55 - Traffic：15:57、16:57、17:57☆ - Time Signal：15:00                                                                     |
| 18 | MAGIC NUMBER 802 - Headline News：18:57 - Traffic：19:17 - Time Signal：18:00、19:00 | UR LIFESTYLE COLLEGE - Traffic：18:57☆ - Time Signal：18:00 |
| 19 | MAGIC NUMBER 802 - Headline News：18:57 - Traffic：19:17 - Time Signal：18:00、19:00 | NEO(N)POP |
| 20 | MAGIC NUMBER 802 - Headline News：18:57 - Traffic：19:17 - Time Signal：18:00、19:00 | NEO(N)POP |
| 21 | Roundtable with Komaki - Time Signal：21:00 | 802 BINTANG GARDEN - Time Signal：21:00 |
| 22 | Roundtable with Komaki - Time Signal：21:00 | MUSIC FREAKS - Time Signal：22:00 |
| 23 | 802 PSY TONE RADIO | MUSIC FREAKS - Time Signal：22:00 |
| 24 | BUGGY CRASH NIGHT - Time Signal：24:00 | DIVE TO THE NEW WORLD - Time Signal：24:00 |
| 25 | 802 Palette | FREE SPIRIT |
| 26 | 802 Palette | FREE SPIRIT |
| 27 | 802 Palette | FREE SPIRIT |
| 28 | 802 Palette | FREE SPIRIT |

## BGM

### 現在
2025年4月現在
HEADLINE NEWS
Pax Japonica Groove『The Guiding Light』（収録アルバム：PAX JAPONICA GROOVE の3曲目）
WEATHER INFORMATION
Larry Carlton & Tak Matsumoto『ao』（収録アルバム：TAKE YOUR PICK の10曲目）
TRAFFIC INFORMATION
Greenlab『4th Dimension』（収録アルバム：Echosystem の6曲目）
FUNKY SNOW PARADISE（各地の積雪情報）
80kidz『Spike』（収録アルバム：80:XX - 01020304 の9曲目1分2秒から）

## 担当アナウンサー
★は当該時期に他番組へレギュラー出演しているDJ。

### 現在の担当アナウンサー
News/Weather
|      | 月曜日    | 火曜日      | 水曜日     | 木曜日     | 金曜日                        | 土曜日   | 日曜日     |
| ---- | --------- | ----------- | ---------- | ---------- | ----------------------------- | -------- | ---------- |
| 午前 | 中村優菜  | 中俣理子    | 高樹リサ★  | 高樹リサ★  | 松田真理子                    | 小谷涉子 | 中井真奈   |
| 午後 | 田中乃絵★ | 豊田穂乃花★ | 奥村麻衣子 | 奥村麻衣子 | (週替わり） 橘ともこ 中村泉水 | 松本知紗 | 藤之原由喜 |
| 午後 | 田中乃絵★ | 豊田穂乃花★ | 永田新菜   |            | (週替わり） 橘ともこ 中村泉水 | 松本知紗 | 藤之原由喜 |

Traffic
JARTICの担当者（金 - 日曜日の朝6時台のみNews/Weatherと同じアナウンサー）が伝えている。
Funky Snow Paradise
各番組のDJが伝えている。
- 金曜日 - 飯室大吾
- 土曜日 - 樋口大喜

### 過去の担当アナウンサー
- 金子亜里沙
- 北川まみ
- 北口麻奈
- 西沢真由美
- 仁藤貴子[注 10]
- 河本俊美[注 11]
- 鎌田香奈
- 西村みちよ
- 久保亜希子
- 永瀬由佳
- 小谷真美子
- 野村朋未
- 平野明子
- 濱崎由紀子
- 森内恵美
- 柴田由美子
- 平野聡★ - 土曜日12:30頃（S.A.I. PM内）を「雪だるま平野」として担当。
- 飯室大吾★
- 樋口大喜★
- 田中麻希★